# Martha Gellhorn
Martha Ellis Gellhorn (St. Louis, Missouri, 8 november 1908 — Londen, 16 februari 1998) was een Amerikaans schrijver en ontpopte zich tot de belangrijkste vrouwelijke oorlogscorrespondent van de twintigste eeuw. Ze was actief van eind jaren dertig tot in de jaren tachtig en was de derde echtgenote van Ernest Hemingway.

## Biografie

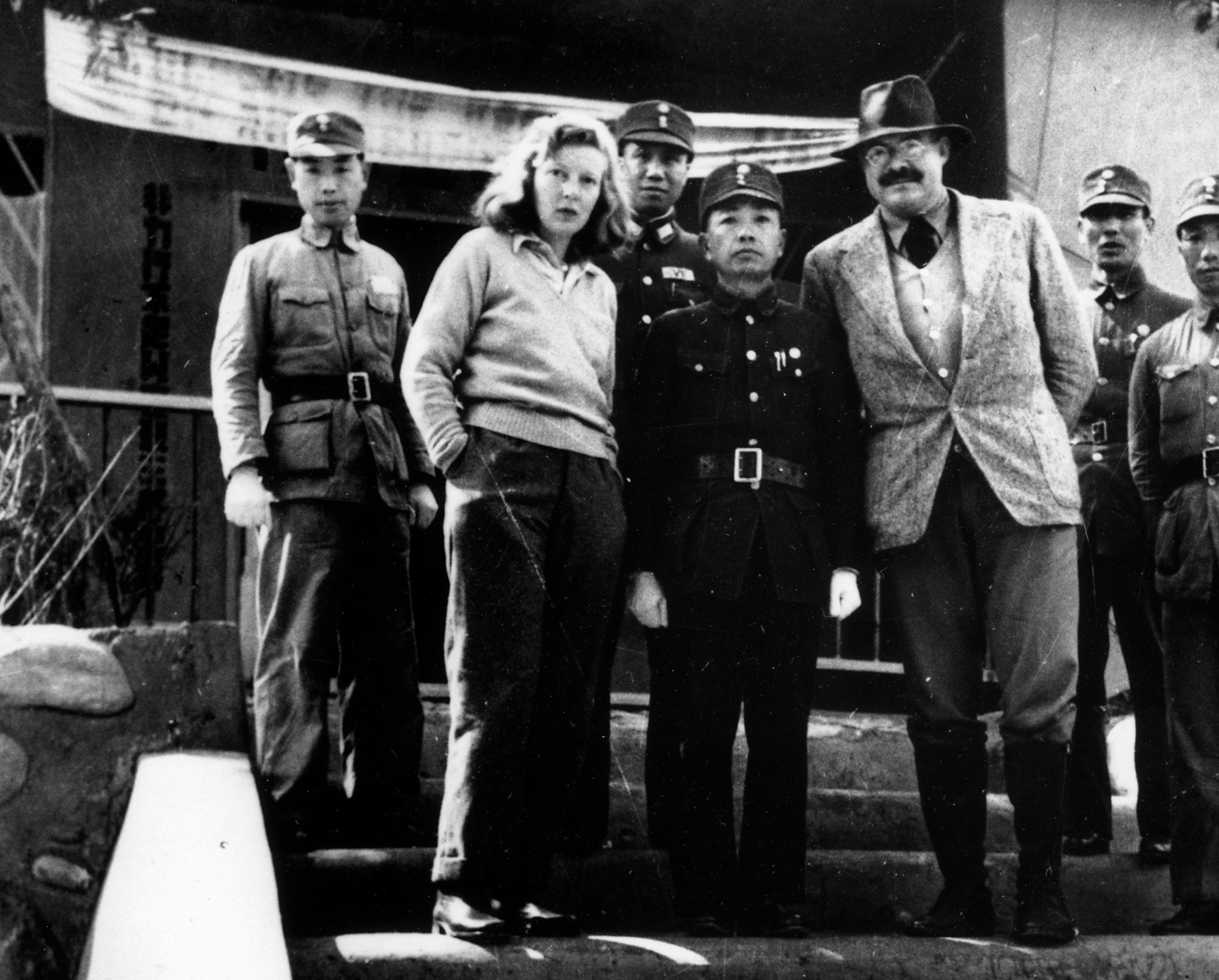
Martha Gellhorn en Ernest Hemingway met generaal Yu Hanmou, Chongqing, China, 1941

Martha Gellhorn is geboren in St. Louis als dochter van de half-joodse gynaecoloog George Gellhorn en Edna Fischel. In 1929 vertrok ze naar Parijs, waar ze aan de slag ging als leerling-reporter bij een lokale krant. In 1933 keerde ze naar Amerika terug, waar ze in opdracht van een persoonlijke attaché van President Roosevelt de Grote Depressie beschreef.
In 1937 brak ze door bij het grote publiek als een van de eerste vrouwelijke correspondenten. Gellhorn reisde met Ernest Hemingway in dat jaar naar Spanje om er de Spaanse Burgeroorlog te verslaan. Later, in 1940 trouwden ze (haar tweede, zijn derde huwelijk), maar de twee ambitieuze ego’s verdroegen elkaar niet goed. Zij was een beter journalistiek schrijver, hij een getalenteerd romanschrijver. Tijdens de Tweede Wereldoorlog verslechterde hun relatie. Zij verliet hem en ze scheidden in 1945.
Tijdens hun huwelijk en de oorlog voelde ze zich ontheemd en dit liet sporen na. In haar zoektocht naar een vaste verblijfplaats, had ze woningen in vele landen. Op haar 41ste adopteerde ze de Italiaanse oorlogswees Sandy. Gellhorn trouwde nog een derde keer, in 1954, met de hoofdredacteur van Time, T.S. Matthews. Het huwelijk duurde negen jaar. Later merkte ze op dat “een man die op vijf huizenblokken afstand woont en geheel opgaat in zijn werk” voor haar ideaal zou zijn.

## Carrière
Gellhorn bleek een moedige vrouw die op veel fronten tegelijk aanwezig was en kritisch en sociaal bewogen schreef over de invloed van de oorlog op burgers en soldaten. Dat maakte haar wereldberoemd. Van de Spaanse Burgeroorlog en de politionele acties in Indonesië tot 1983 de burgeroorlog in El Salvador. Toen de Bosnische Burgeroorlog in 1992 uitbrak, besloot ze dat ze te oud was om andermaal naar het front af te reizen.

## Politieke en religieuze standpunten
Martha Gellhorn bleef haar ganse leven toegewijd aan haar linkse standpunten en toonde haar misnoegen aan degenen die conservatiever werden, zoals Rebecca West. Ze was van mening dat het ideaal van de journalistieke objectiviteit 'nonsens' was en ze gebruikte journalisme dan ook om haar politieke voorkeuren te uiten. Gellhorn was een aanhangster van Israël en de Spaanse Republiek. Volgens Gellhorn had Dachau alles veranderd. Na 1949 bezocht ze Israël regelmatig en later overwoog ze zelfs om naar daar te verhuizen. Ze was een compromisloze tegenstander van het fascisme en had eerder gemengde gevoelens tegenover het communisme. Ze is niet gekend voor het prijzen van het communisme en stalinisme, maar ze bekritiseerde het zelden (zoals toen zij in Travels with myself and another (1978) haar bezoeken in 1972 aan "mevrouw M." (hoogstwaarschijnlijk Nadjezjda Mandelstam) beschreef). Ze geloofde tot haar dood in de onschuld van Alger Hiss. Ze omschreef zichzelf als 'hater'. Ze bekritiseerde het fascisme, het anticommunisme, racisme, Joe McCarthy, Richard Nixon en Ronald Reagan.
Gellhorn was atheïst. Haar deels-Joodse ouders hebben haar opgevoed als seculier humanist.

## Hoogtepunten
Hoogtepunten in haar carrière waren de Spaanse Burgeroorlog, de Tweede Wereldoorlog en de oorlog in Vietnam. Daarnaast bezocht ze fronten in China, het Midden-Oosten, Finland en Midden-Amerika.
Martha Gellhorn was de eerste journaliste die rapporteerde over het concentratiekamp in Dachau na de bevrijding:

Behind the barbed wire and the electric fence the skeletons sat in the sun and searched themselves for lice. (...) They have no age and no faces; they all look alike and like nothing you will ever see if you are lucky.
— Martha Gellhorn

Hoewel ze vooral bekend werd door haar carrière als oorlogsverslaggever was zij ook een verdienstelijk fictieschrijver die vijf romans, veertien novellen en twee verhalenbundels schreef.

## Dood en herinnering
Op 89-jarige leeftijd slikte ze een pil die ze voor dat doel had aangeschaft. Ze stierf in haar eentje, op 16 februari 1998. Na Gellhorns dood werd ter ere van haar de Martha Gellhorn Prize for Journalism ingesteld, een Britse prijs voor bijzondere oorlogsverslaggeving.

## Werk (selectie)
- 1934 - What mad pursuit verslag uit de pacifistische periode
- 1936 - The trouble I've seen vier novellen
- 1940 - A stricken field roman
- 1941 - The heart of another korte verhalen
- 1944 - Liana roman
- 1946 - Love goes to press toneel, samen met Virginia Cowles
- 1948 - The wine of astonishment roman
- 1953 - The honeyed peace korte verhalen
- 1958 - Two by two vier novellen
- 1959 - The face of war bundel oorlogsverslagen (Ned. titel, Het gezicht van de oorlog)
- 1961 - His own man roman (Ned. titel, Onafhankelijk, 1993)
- 1965 - Pretty tales for tired people korte verhalen
- 1967 - The lowest trees have tops roman
- 1978 - The weather in Africa drie novellen (Ned. titel, Het weer in Afrika)
- 1978 - Travels with myself and another autobiografisch reisverslag (Ned. titel, Reizen met mijzelf en anderen, 1994)
- 1986 - The view from the ground bundel vredestijdverslagen (Ned. titel, Van de grond af gezien, 1992)
- 1991 - The short novels of Martha Gellhorn
- 1993 - The novellas of Martha Gellhorn
- 2006 - Selected Letters of Martha Gellhorn, bijeengebracht door Caroline Moorehead (Nederlandse titel, De ogen van miljoenen, 2008)